# Échourgnac
Échourgnac est une commune française située dans le département de la Dordogne, en région Nouvelle-Aquitaine.

## Géographie

### Généralités
Dans l'ouest du département de la Dordogne, en plein cœur de la forêt de la Double, la commune d'Échourgnac est bordée par la Duche, un affluent de l'Isle. Son territoire, parsemé de nombreux étangs, est essentiellement forestier. C'est une commune rurale qui fait partie de l'aire d'attraction de Montpon-Ménestérol, zonage d’étude défini par l'Insee, qui a remplacé en 2020 l'aire urbaine de Montpon-Ménestérol qui n'incluait pas la commune.
À l'intersection des routes départementales (RD) 38, 41 et 708, le bourg d'Échourgnac se situe, en distances orthodromiques, quatorze kilomètres au nord-est du centre-ville de Montpon-Ménestérol, quinze kilomètres au nord-ouest de celui de Mussidan, et seize kilomètres au sud-ouest de celui de Ribérac.
La commune est également desservie par les RD 100 et 108.

### Communes limitrophes
Échourgnac est limitrophe de six autres communes, dont Saint-André-de-Double à l'est, par un quadripoint.
| Saint-Vincent-Jalmoutiers      |            | La Jemaye-Ponteyraud   |
| Servanches                     | Échourgnac | Saint-André-de-Double  |
| Saint-Barthélemy-de-Bellegarde |            | Saint-Michel-de-Double |

### Géologie et relief

#### Géologie
Situé sur la plaque nord du Bassin aquitain et bordé à son extrémité nord-est par une frange du Massif central, le département de la Dordogne présente une grande diversité géologique. Les terrains sont disposés en profondeur en strates régulières, témoins d'une sédimentation sur cette ancienne plate-forme marine. Le département peut ainsi être découpé sur le plan géologique en quatre gradins différenciés selon leur âge géologique. Échourgnac est située dans le quatrième gradin à partir du nord-est, un plateau formé de dépôts siliceux-gréseux et de calcaires lacustres de l'ère tertiaire.
Les couches affleurantes sur le territoire communal sont constituées de formations superficielles du Quaternaire et de roches sédimentaires datant du Cénozoïque. La formation la plus ancienne, notée e4b(1), est la formation de Guizengeard inférieur (Yprésien supérieur continental). La formation la plus récente, notée CF, fait partie des formations superficielles de type colluvions indifférenciées sablo-argileuses et argilo-sableuses. Le descriptif de ces couches est détaillé dans  la feuille « no 781 - Montpon-Ménestérol » de la carte géologique au 1/50 000 de la France métropolitaine, et sa notice associée.

Carte géologique d'Échourgnac.

#### Relief et paysages
Le département de la Dordogne se présente comme un vaste plateau incliné du nord-est (491 m, à la forêt de Vieillecour dans le Nontronnais, à Saint-Pierre-de-Frugie) au sud-ouest (2 m à Lamothe-Montravel). L'altitude du territoire communal varie quant à elle entre 57 m et 131 m,.
Dans le cadre de la Convention européenne du paysage entrée en vigueur en France le 1er juillet 2006, renforcée par la loi du 8 août 2016 pour la reconquête de la biodiversité, de la nature et des paysages, un atlas des paysages de la Dordogne a été élaboré sous maîtrise d’ouvrage de l’État et publié en octobre 2020. Les paysages du département s'organisent en huit unités paysagères et 14 sous-unités. La commune fait partie de la Double, au sein de l'unité de paysage « La Double et le Landais », deux plateaux ondulés, dont la pente générale descend de l'est vers l'ouest. À l'est, les altitudes atteignent ainsi les 200 m pour les plus élevées (233 m au sud de Tocane-Saint-Apre). Vers l'ouest, le relief s’adoucit et les altitudes maximales culminent autour des 100 mètres. Les paysages sont forestiers aux horizons limités, avec peu de repères, ponctués de clairières agricoles habitées.
La superficie cadastrale de la commune publiée par l'Insee, qui sert de référence dans toutes les statistiques, est de 34,88 km2,,. La superficie géographique, issue de la BD Topo, composante du Référentiel à grande échelle produit par l'IGN, est quant à elle de 34,83 km2.

### Hydrographie

#### Réseau hydrographique
La commune est située dans le bassin de la Dordogne au sein du Bassin Adour-Garonne. Elle est drainée par la Duche, le ruisseau de la Cigale, la Bauronne, la Gauille, le ruisseau de la Forêt et par divers petits cours d'eau, qui constituent un réseau hydrographique d'environ 44 km de longueur totale,.
La Duche, d'une longueur totale de 24,59 km, prend sa source dans le nord-ouest de la commune et se jette dans l'Isle en rive droite, en limite de Montpon-Ménestérol et du Pizou, face à Ménesplet,. Elle sert de limite naturelle à la commune à l'ouest, la séparant de Servanches sur plus de trois kilomètres et demi.
Son affluent de rive gauche le ruisseau de la Forêt baigne le sud du territoire communal sur près d'un kilomètre et demi dont un kilomètre en limite de Saint-Barthélemy-de-Bellegarde.
La Bauronne, affluent de rive gauche de la Rizonne, borde le territoire communal à l'est et au nord sur deux kilomètres et demi, face à La Jemaye-Ponteyraud, en deux tronçons.
Son affluent de rive gauche la Gauille arrose le nord sur plus de trois kilomètres et demi dont deux kilomètres et demi en limite de La Jemaye-Ponteyraud.
Le ruisseau de la Cigale prend sa source un kilomètre et demi au sud-est du bourg et traverse la commune en direction du sud sur deux kilomètres et demi dont 500 mètres face à Saint-Michel-de-Double.
Comme pour les autres communes de la Double, le territoire d'Échourgnac est parsemé de nombreux étangs ; le plus étendu avec une vingtaine d'hectares est le Grand Étang, dans le nord-ouest.

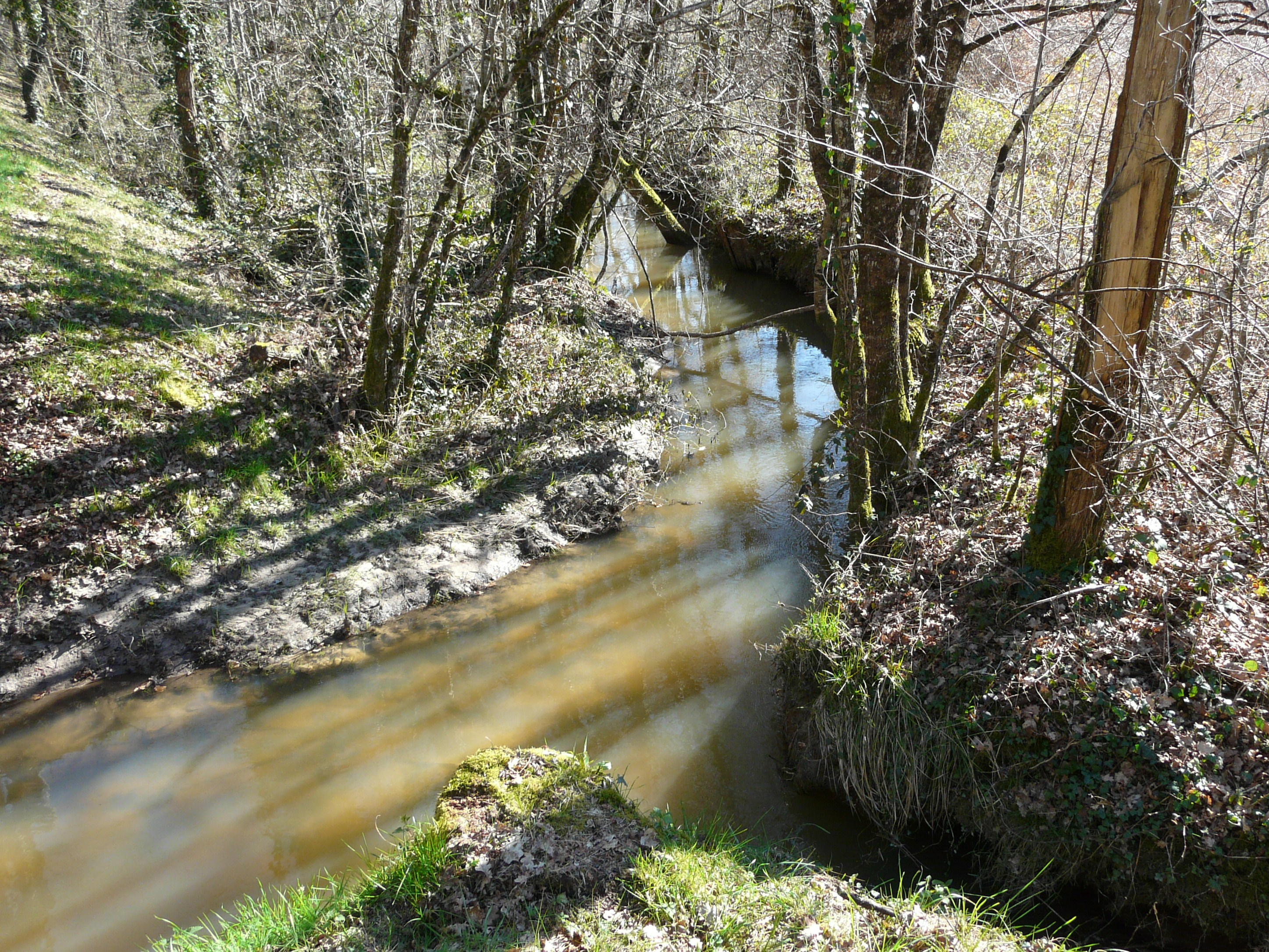
La Duche au pont de la RD 41, en limite d'Échourgnac (à gauche) et de Servanches.
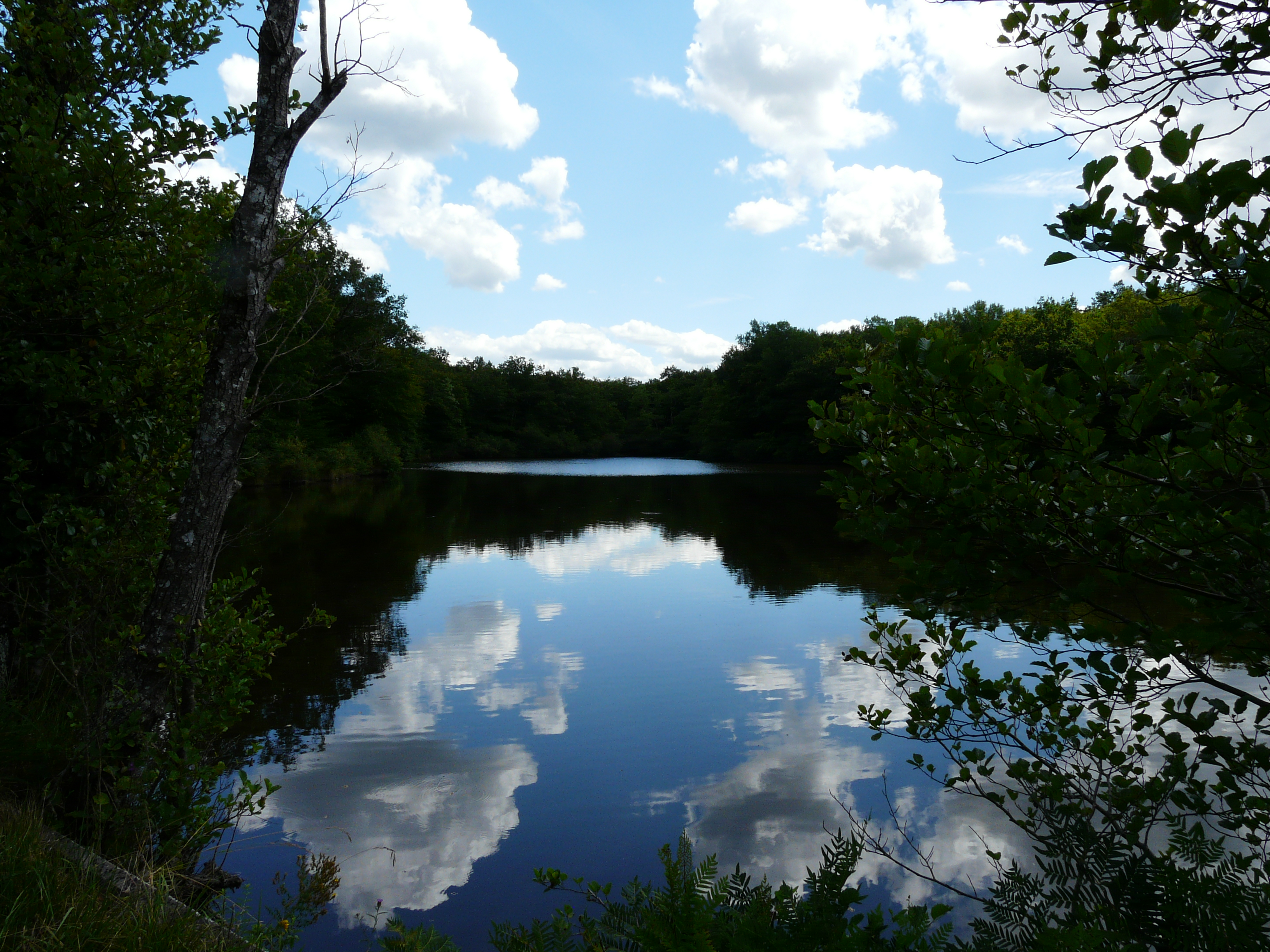
L'étang des Eymouchères.
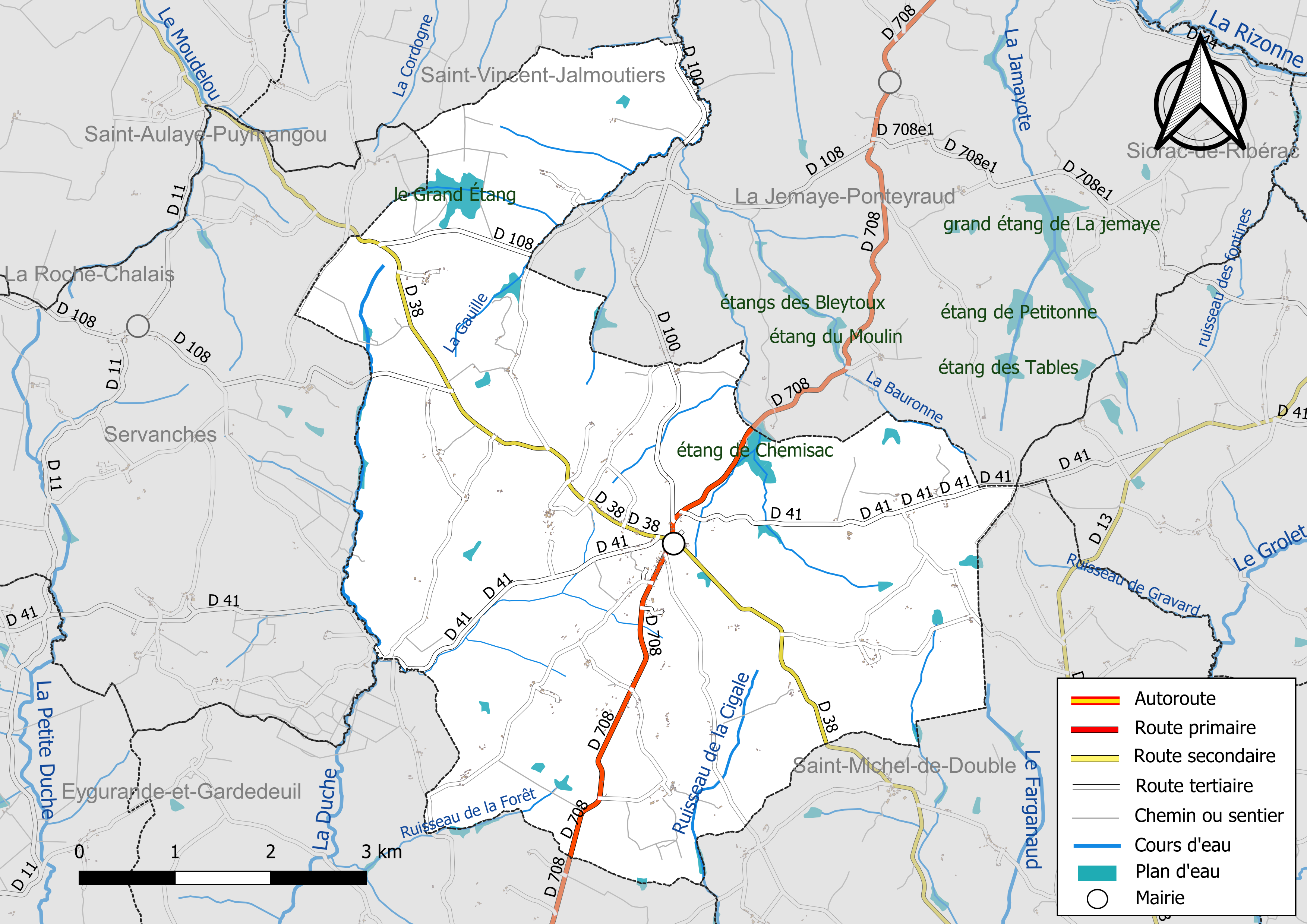
Réseaux hydrographique et routier d'Échourgnac.

#### Gestion et qualité des eaux
Le territoire communal est couvert par le schéma d'aménagement et de gestion des eaux (SAGE) « Isle - Dronne ». Ce document de planification, dont le territoire regroupe les bassins versants de l'Isle et de la Dronne, d'une superficie de 7 500 km2, a été approuvé le 2 août 2021. La structure porteuse de l'élaboration et de la mise en œuvre est l'établissement public territorial de bassin de la Dordogne (EPIDOR). Il définit sur son territoire les objectifs généraux d’utilisation, de mise en valeur et de protection quantitative et qualitative des ressources en eau superficielle et souterraine, en respect des objectifs de qualité définis dans le troisième SDAGE  du Bassin Adour-Garonne qui couvre la période 2022-2027, approuvé le 10 mars 2022.
La qualité des eaux de baignade et des cours d’eau peut être consultée sur un site dédié géré par les agences de l’eau et l’Agence française pour la biodiversité.

### Climat
Pour des articles plus généraux, voir Climat de la Nouvelle-Aquitaine et Climat de la Dordogne.
Historiquement, la commune est exposée à un climat océanique aquitain.  
En 2020, Météo-France publie une typologie des climats de la France métropolitaine dans laquelle la commune est exposée à un climat océanique et est dans la région climatique  Aquitaine, Gascogne, caractérisée par une pluviométrie abondante au printemps, modérée en automne, un faible ensoleillement au printemps, un été chaud (19,5 °C), des vents faibles, des brouillards fréquents en automne et en hiver et des orages fréquents en été (15 à 20 jours).
Pour la période 1971-2000, la température annuelle moyenne est de 12,4 °C, avec  une amplitude thermique annuelle de 14,5 °C. Le cumul annuel moyen de précipitations est de 861 mm, avec 11 jours de précipitations en janvier et 6,5 jours en juillet. Pour la période 1991-2020, la température moyenne annuelle observée sur la station météorologique la plus proche, située sur la commune de Saint Aulaye-Puymangou à 11 km à vol d'oiseau, est de 13,0 °C et le cumul annuel moyen de précipitations est de 854,8 mm,. Pour l'avenir, les paramètres climatiques de la commune estimés pour 2050 selon différents scénarios d’émission de gaz à effet de serre sont consultables sur un site dédié publié par Météo-France en novembre 2022.

## Urbanisme

### Typologie
Au 1er janvier 2024, Échourgnac est catégorisée commune rurale à habitat très dispersé, selon la nouvelle grille communale de densité à 7 niveaux définie par l'Insee en 2022.
Elle est située hors unité urbaine. Par ailleurs la commune fait partie de l'aire d'attraction de Montpon-Ménestérol, dont elle est une commune de la couronne,. Cette aire, qui regroupe 13 communes, est catégorisée dans les aires de moins de 50 000 habitants,.

### Occupation des sols
L'occupation des sols de la commune, telle qu'elle ressort de la base de données européenne d’occupation biophysique des sols Corine Land Cover (CLC), est marquée par l'importance des forêts et milieux semi-naturels (66,6 % en 2018), en augmentation par rapport à 1990 (64,4 %). La répartition détaillée en 2018 est la suivante : 
forêts (60,4 %), zones agricoles hétérogènes (17,9 %), prairies (9,5 %), milieux à végétation arbustive et/ou herbacée (6,2 %), terres arables (3,9 %), zones urbanisées (1,3 %), eaux continentales (0,7 %). L'évolution de l’occupation des sols de la commune et de ses infrastructures peut être observée sur les différentes représentations cartographiques du territoire : la carte de Cassini (XVIIIe siècle), la carte d'état-major (1820-1866) et les cartes ou photos aériennes de l'IGN pour la période actuelle (1950 à aujourd'hui).

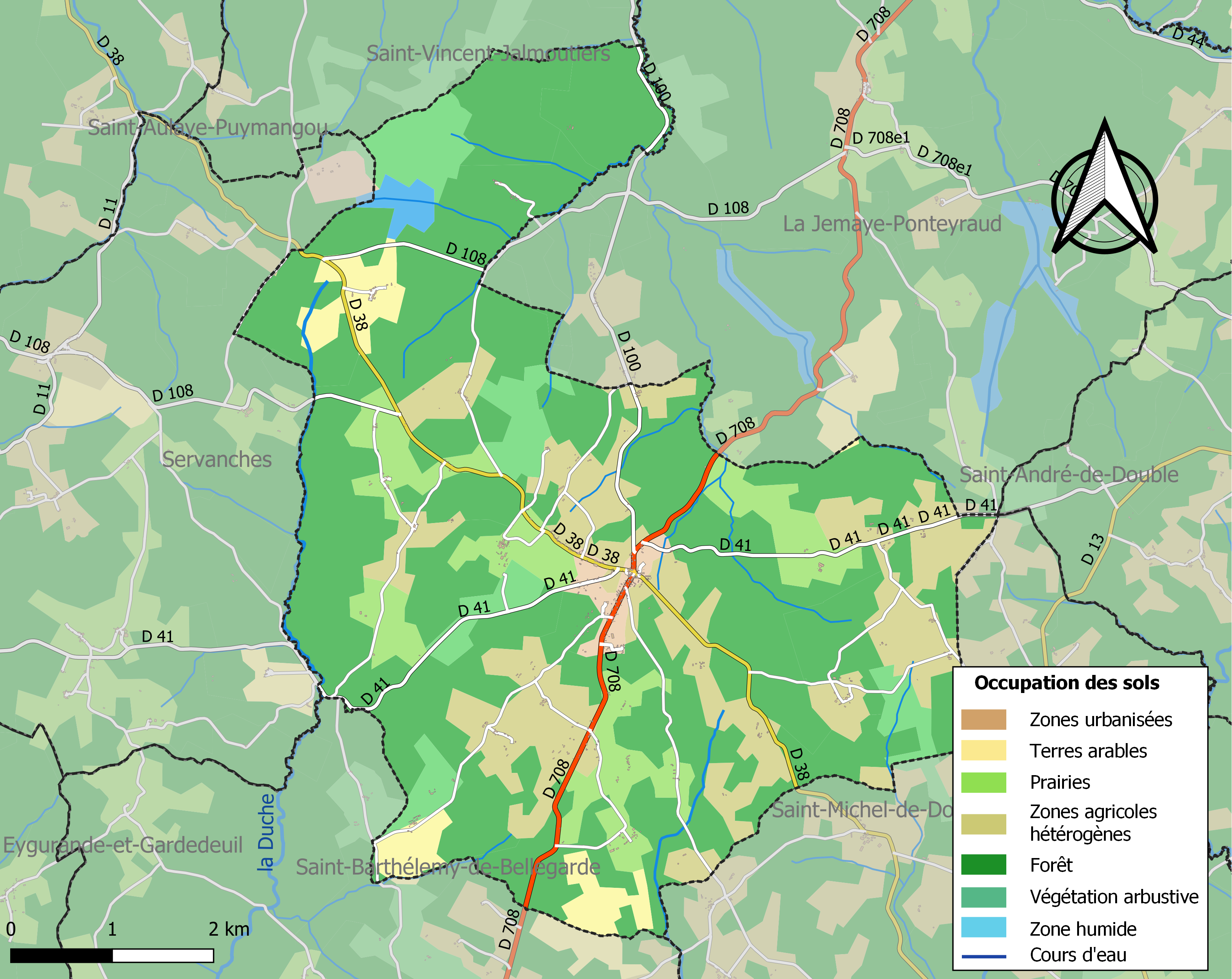
Carte des infrastructures et de l'occupation des sols de la commune en 2018 (CLC).

### Prévention des risques
Le territoire de la commune d'Échourgnac est vulnérable à différents aléas naturels : météorologiques (tempête, orage, neige, grand froid, canicule ou sécheresse), feux de forêts, mouvements de terrains et séisme (sismicité très faible). Un site publié par le BRGM permet d'évaluer simplement et rapidement les risques d'un bien localisé soit par son adresse soit par le numéro de sa parcelle.
Échourgnac est exposée au risque de feu de forêt. L’arrêté préfectoral du 14 mars 2013 fixe les conditions de pratique des incinérations et de brûlage dans un objectif de réduire le risque de départs d’incendie. À ce titre, des périodes sont déterminées : interdiction totale du 15 février au 15 mai et du 15 juin au 15 octobre, utilisation réglementée du 16 mai au 14 juin et du 16 octobre au 14 février. En septembre 2020, un plan inter-départemental de protection des forêts contre les incendies (PidPFCI) a été adopté pour la période 2019-2029,.

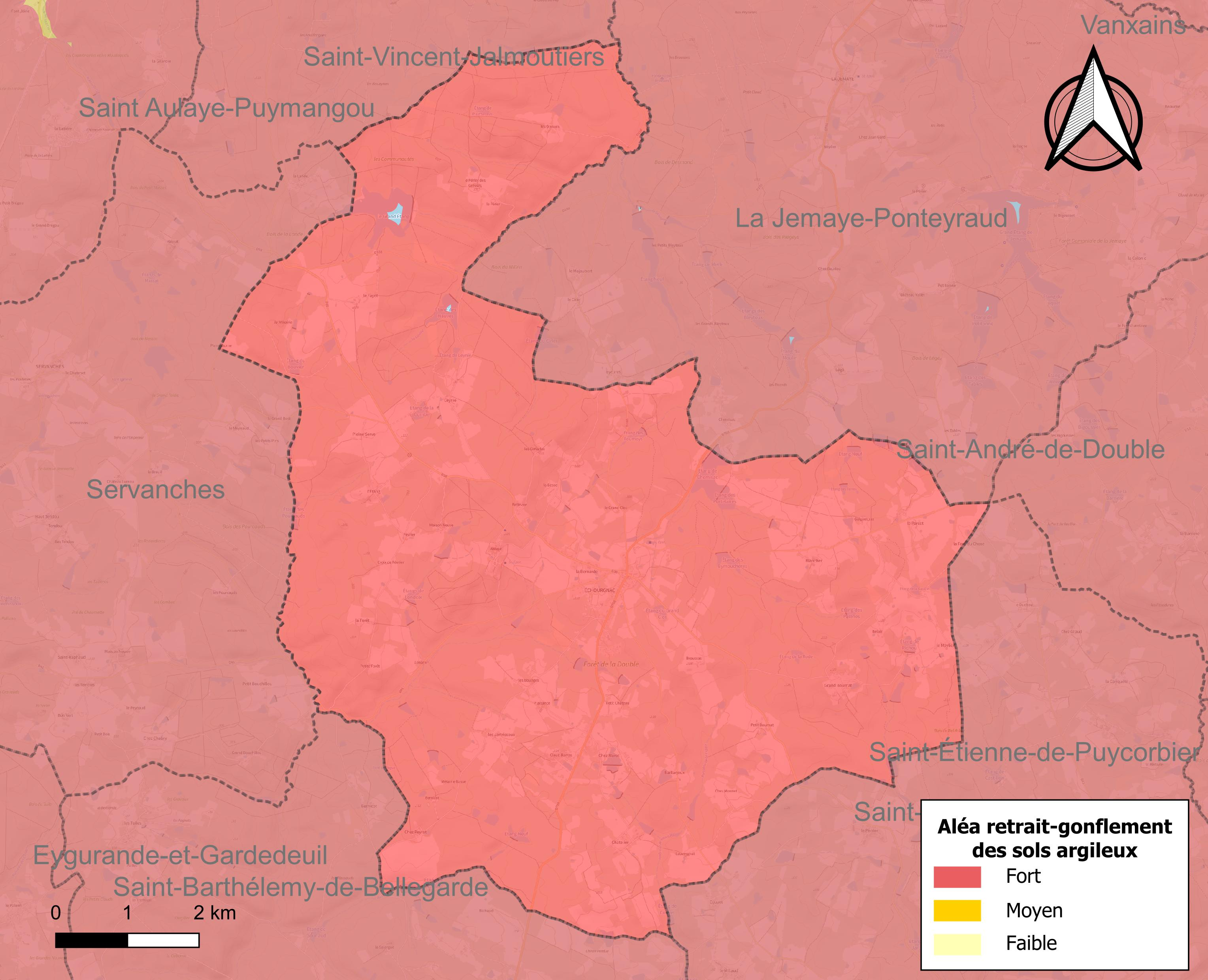
Carte des zones d'aléa retrait-gonflement des sols argileux d'Échourgnac.

Les mouvements de terrains susceptibles de se produire sur la commune sont des tassements différentiels. Le retrait-gonflement des sols argileux est susceptible d'engendrer des dommages importants aux bâtiments en cas d’alternance de périodes de sécheresse et de pluie. 99,9 % de la superficie communale est en aléa moyen ou fort (58,6 % au niveau départemental et 48,5 % au niveau national métropolitain). Depuis le 1er octobre 2020, en application de la loi ÉLAN, différentes contraintes s'imposent aux vendeurs, maîtres d'ouvrages ou constructeurs de biens situés dans une zone classée en aléa moyen ou fort,.
La commune a été reconnue en état de catastrophe naturelle au titre des dommages causés par les inondations et coulées de boue survenues en 1982, 1983 et 1999, par la sécheresse en 1992, 1997, 2003 et 2011 et par des mouvements de terrain en 1999.

## Toponymie
En occitan, la commune porte le nom d'Eschornhac.

## Histoire
Le 26 mars 1944, des soldats allemands abattent une habitante et brûlent sa maison.
Échourgnac, par sa position géographique est considérée comme la capitale du pays doubleaud. Dans la vaste et profonde forêt qui couvre la Double, de nombreux camps de maquisards s'installèrent durant l'occupation allemande (1940-1944). Les attaques nombreuses et par petits groupes des convois ennemis obligèrent les autorités occupantes à fixer sur le secteur un grand nombre de soldats pour tenter d'anéantir la résistance des « hommes des bois ». Non seulement, la résistance s'intensifia mais elle priva l'armée allemande d'un renfort important, lorsque les alliés débarquèrent sur la côte normande. De nombreux combattants de la forêt de la Double suivirent l'ennemi durant son repli, depuis ses dernières poches de Royan, de La Rochelle et de Saint-Nazaire, et jusqu'en Allemagne pour certains d'entre eux.

## Politique et administration

### Administration municipale
La population de la commune étant comprise entre 100 et 499 habitants au recensement de 2017, onze conseillers municipaux ont été élus en 2020,.

### Liste des maires
| Période                                  | Période   | Identité         | Étiquette | Qualité               |
| ---------------------------------------- | --------- | ---------------- | --------- | --------------------- |
| Les données manquantes sont à compléter. |           |                  |           |                       |
|                                          |           |                  |           |                       |
| 1990                                     | mars 2008 | Michel Chinaguet |           |                       |
| mars 2008                                | mai 2020  | Patrick Segonzac | SE        | Responsable d'atelier |
| mai 2020                                 | En cours  | Jacques Gambro   |           |                       |

## Équipements et services publics

### Justice
Dans le domaine judiciaire, Échourgnac relève : 
- du tribunal judiciaire, du tribunal pour enfants, du conseil de prud'hommes et du tribunal de commerce de Périgueux ;
- du pôle Nationalité du tribunal judiciaire de Périgueux (compétent uniquement dans le domaine de la nationalité) ;
- de la cour d'appel, du tribunal administratif et de la  cour administrative d'appel de Bordeaux.

## Population et société

### Démographie
L'évolution du nombre d'habitants est connue à travers les recensements de la population effectués dans la commune depuis 1793. Pour les communes de moins de 10 000 habitants, une enquête de recensement portant sur toute la population est réalisée tous les cinq ans, les populations de référence des années intermédiaires étant quant à elles estimées par interpolation ou extrapolation. Pour la commune, le premier recensement exhaustif entrant dans le cadre du nouveau dispositif a été réalisé en 2005.

En 2022, la commune comptait 395 habitants, en évolution de −0,75 % par rapport à 2016 (Dordogne : +0,37 %, France hors Mayotte : +2,11 %).
| 1793 | 1800 | 1806 | 1821 | 1831 | 1836 | 1841 | 1846 | 1851 |
| ---- | ---- | ---- | ---- | ---- | ---- | ---- | ---- | ---- |
| 447  | 391  | 338  | 601  | 649  | 701  | 710  | 575  | 577  |

| 1856 | 1861 | 1866 | 1872 | 1876 | 1881 | 1886 | 1891 | 1896 |
| ---- | ---- | ---- | ---- | ---- | ---- | ---- | ---- | ---- |
| 504  | 530  | 585  | 556  | 607  | 618  | 692  | 707  | 727  |

| 1901 | 1906 | 1911 | 1921 | 1926 | 1931 | 1936 | 1946 | 1954 |
| ---- | ---- | ---- | ---- | ---- | ---- | ---- | ---- | ---- |
| 696  | 691  | 700  | 588  | 603  | 597  | 605  | 590  | 527  |

| 1962 | 1968 | 1975 | 1982 | 1990 | 1999 | 2005 | 2006 | 2010 |
| ---- | ---- | ---- | ---- | ---- | ---- | ---- | ---- | ---- |
| 511  | 445  | 401  | 443  | 411  | 402  | 419  | 417  | 416  |

| 2015 | 2020 | 2022 | - | - | - | - | - | - |
| ---- | ---- | ---- | - | - | - | - | - | - |
| 401  | 392  | 395  | - | - | - | - | - | - |

## Économie

### Emploi
En 2015, parmi la population communale comprise entre 15 et 64 ans, les actifs représentent 175 personnes, soit 43,6 % de la population municipale. Le nombre de chômeurs (vingt-cinq) a diminué par rapport à 2010 (vingt-huit) et le taux de chômage de cette population active s'établit à 14,3 %.

### Établissements
Au 31 décembre 2015, la commune compte quarante-trois établissements, dont quinze au niveau des commerces, transports ou services, quatorze dans l'agriculture, la sylviculture ou la pêche, sept dans la construction, quatre dans l'industrie, et trois relatifs au secteur administratif, à l'enseignement, à la santé ou à l'action sociale.

### Entreprises
Dans le secteur agroalimentaire, parmi les entreprises dont le siège social est en Dordogne, la « Société agricole de la Double » (fabrication de fromage) implantée à Échourgnac se classe en 33e position quant au chiffre d'affaires hors taxes en 2015-2016, avec 2 247 k€.

### Spécialités de la commune
Le Trappe Échourgnac est un fromage français, fabriqué depuis 1868 et affiné au vin de noix depuis les années 1990 à l'abbaye d'Échourgnac.

## Culture locale et patrimoine

### Lieux et monuments
- Abbaye Notre-Dame de Bonne-Espérance, abbaye cistercienne de style néo-gothique, fondée en 1868 par une quinzaine de moines originaires de l'Abbaye du Port-du-Salut en Mayenne. En 1910, les moines quittent Échourgnac, l'abbaye est relevée en 1923 par une communauté de moniales cisterciennes-trappistines[56].
- Domaine du Parcot, inscrit aux monuments historiques, ferme typique de la forêt de la Double avec maison doubleaude, grange, four, étang et écluse[57].
- Église paroissiale Notre-Dame-de-l'Assomption. L'église est citée en 1108 dans un acte de donation de l'évêque de Périgueux à l'abbaye de La Sauve-Majeure. De nouveau citée  lors d'une visite canonique, en 1688. En 1903, l'architecte Guillaume Clément réalise un devis de travaux de restauration avec la reconstruction du clocher et du chevet. Les travaux sont terminés en 1934[58].
- Prieuré Saint-Jean-Baptiste, fondé en 1969, communauté de moines bénédictins de la Congrégation Notre-Dame d'Espérance.

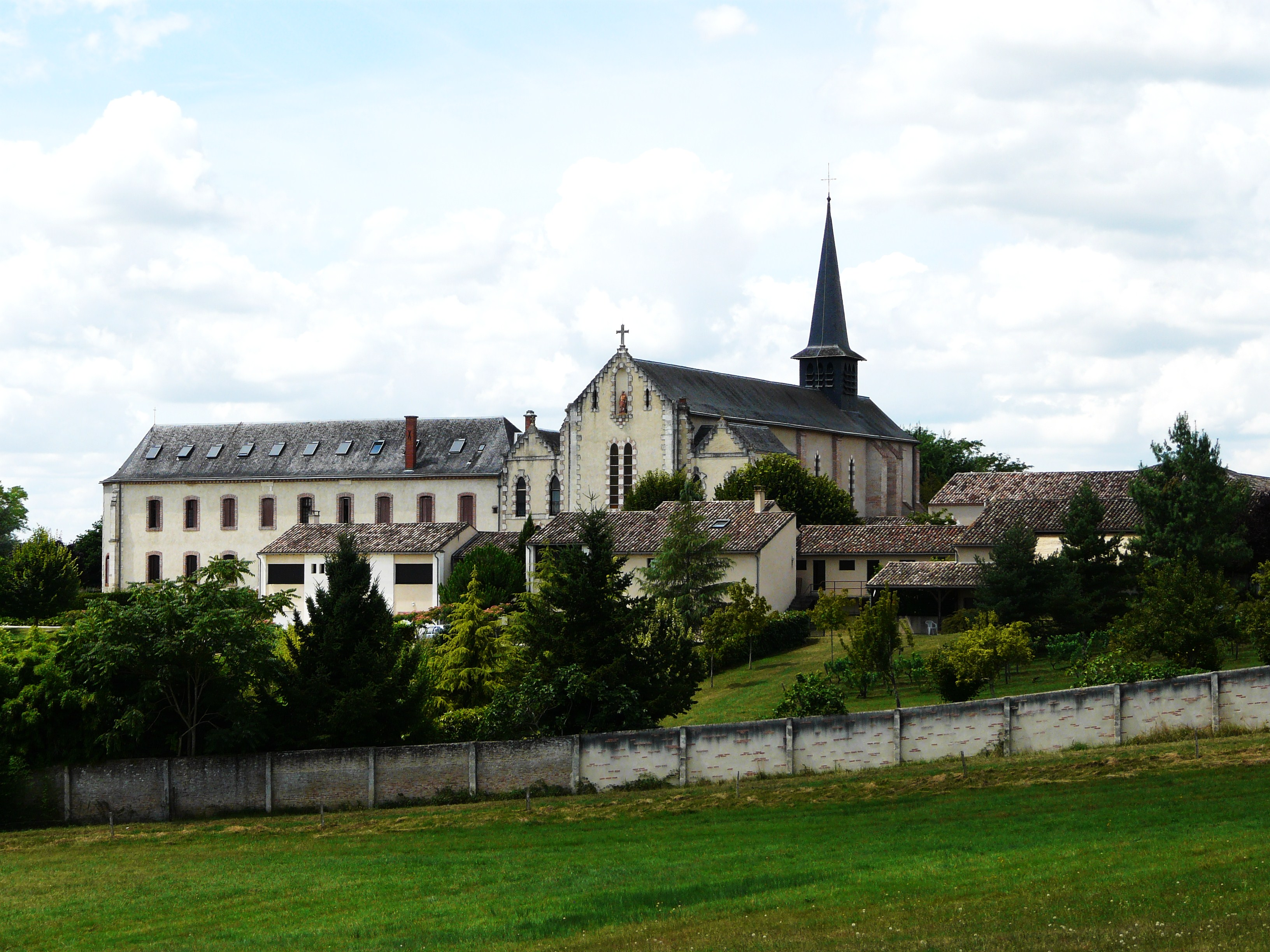
Vue générale de la Trappe de Bonne-Espérance
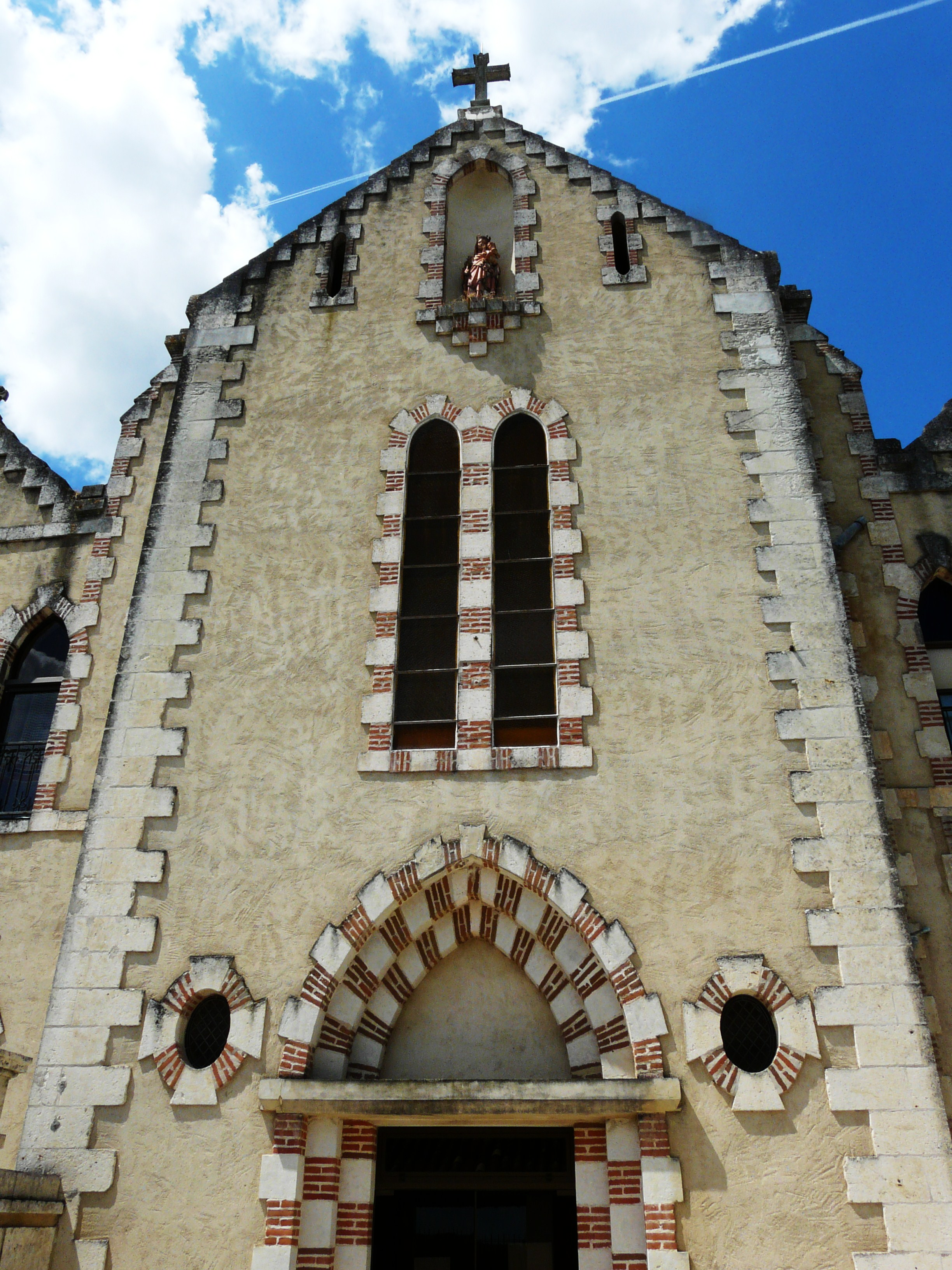
Porche de la chapelle Notre-Dame de Bonne-Espérance
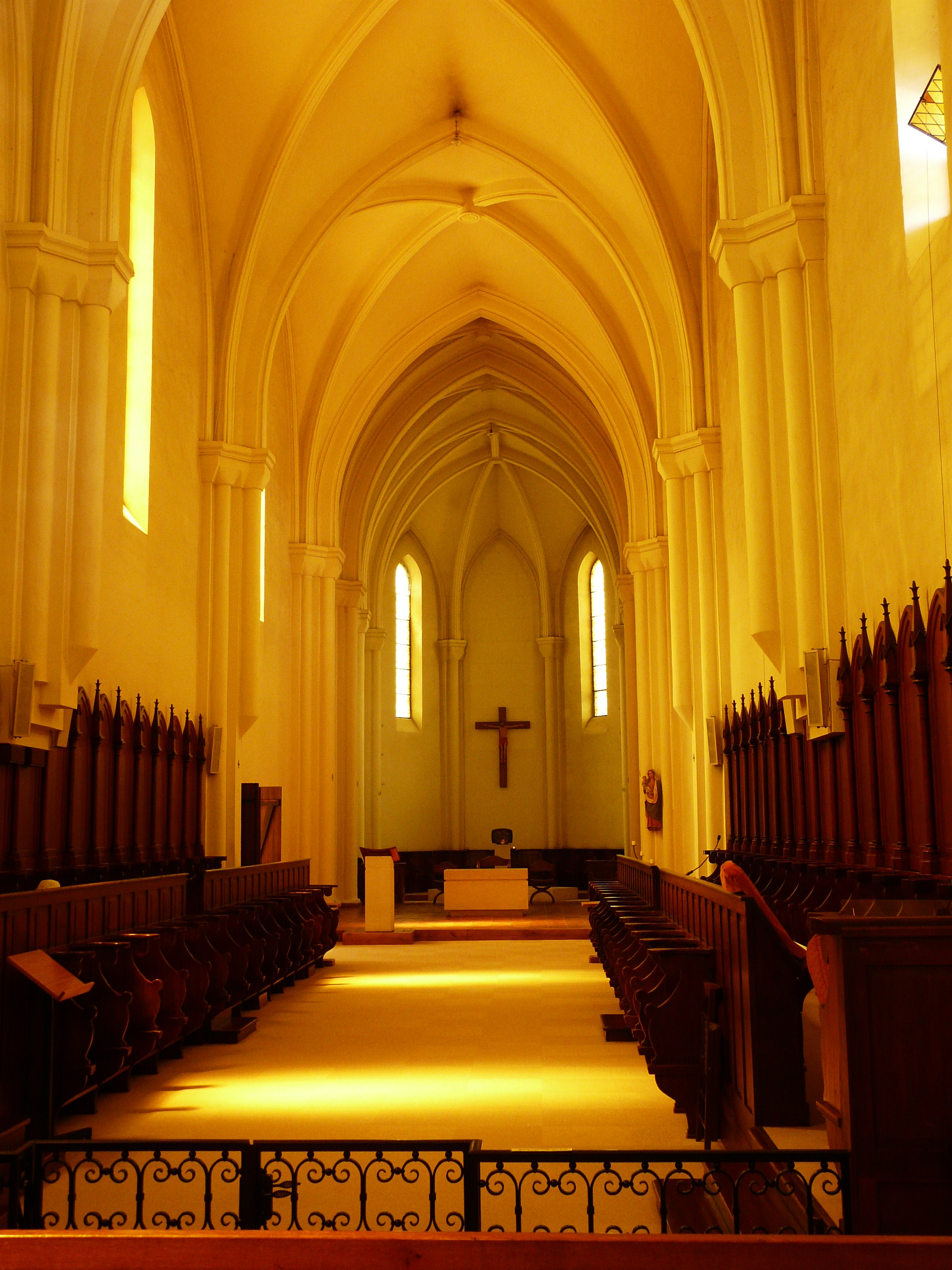
La nef de la chapelle
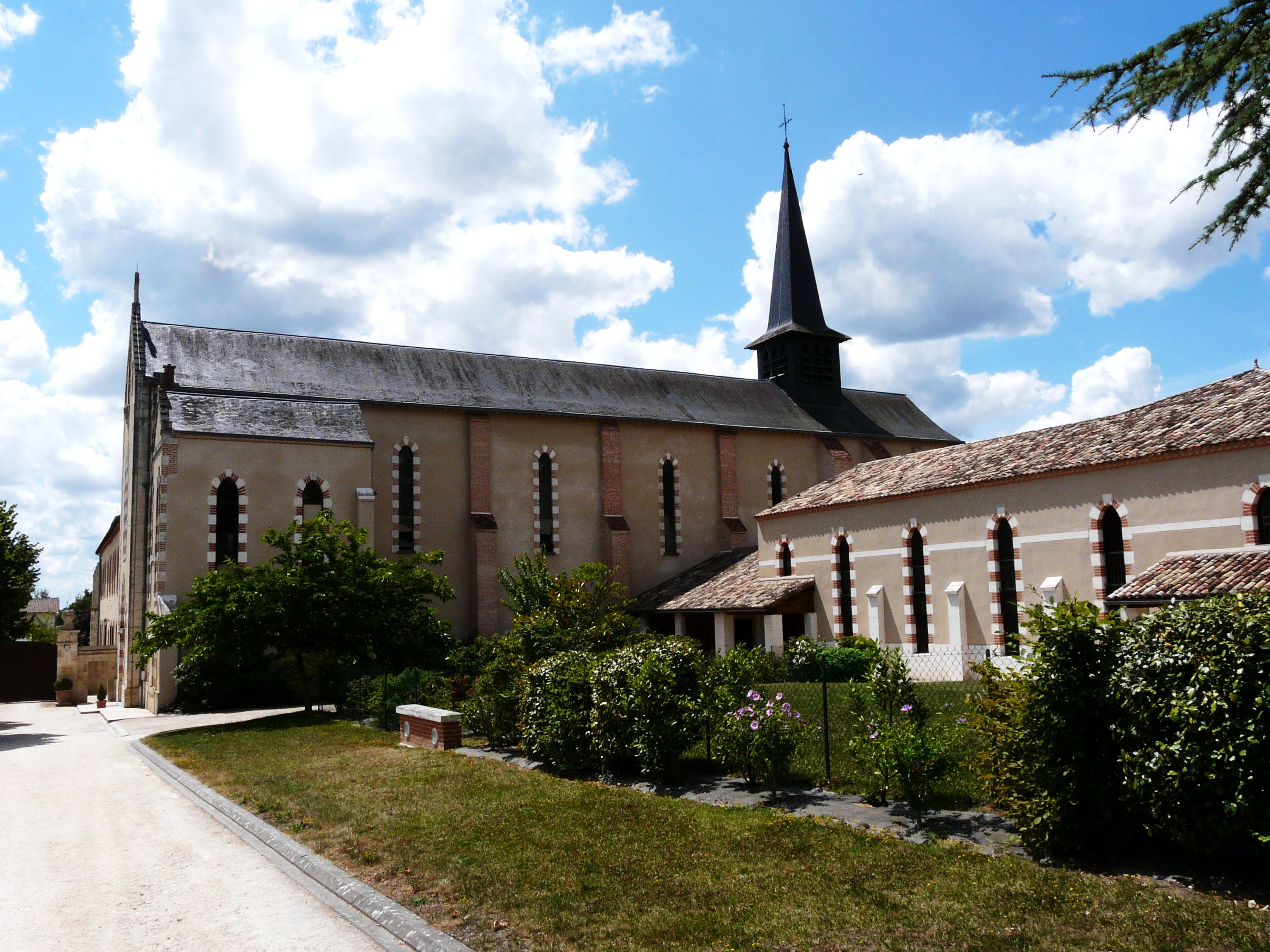
Vue latérale de la chapelle
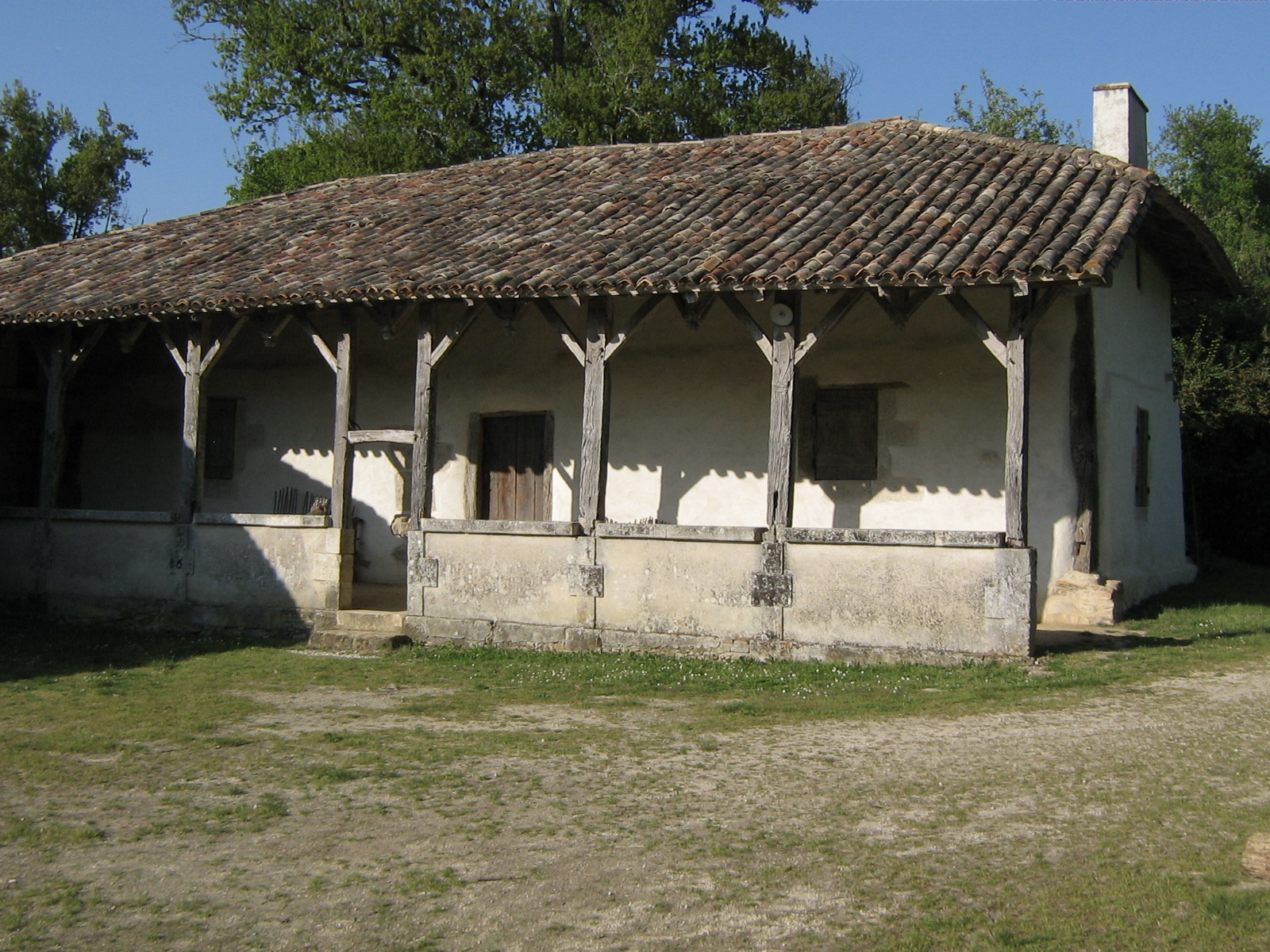
Ferme du Parcot : maison doubleaude.
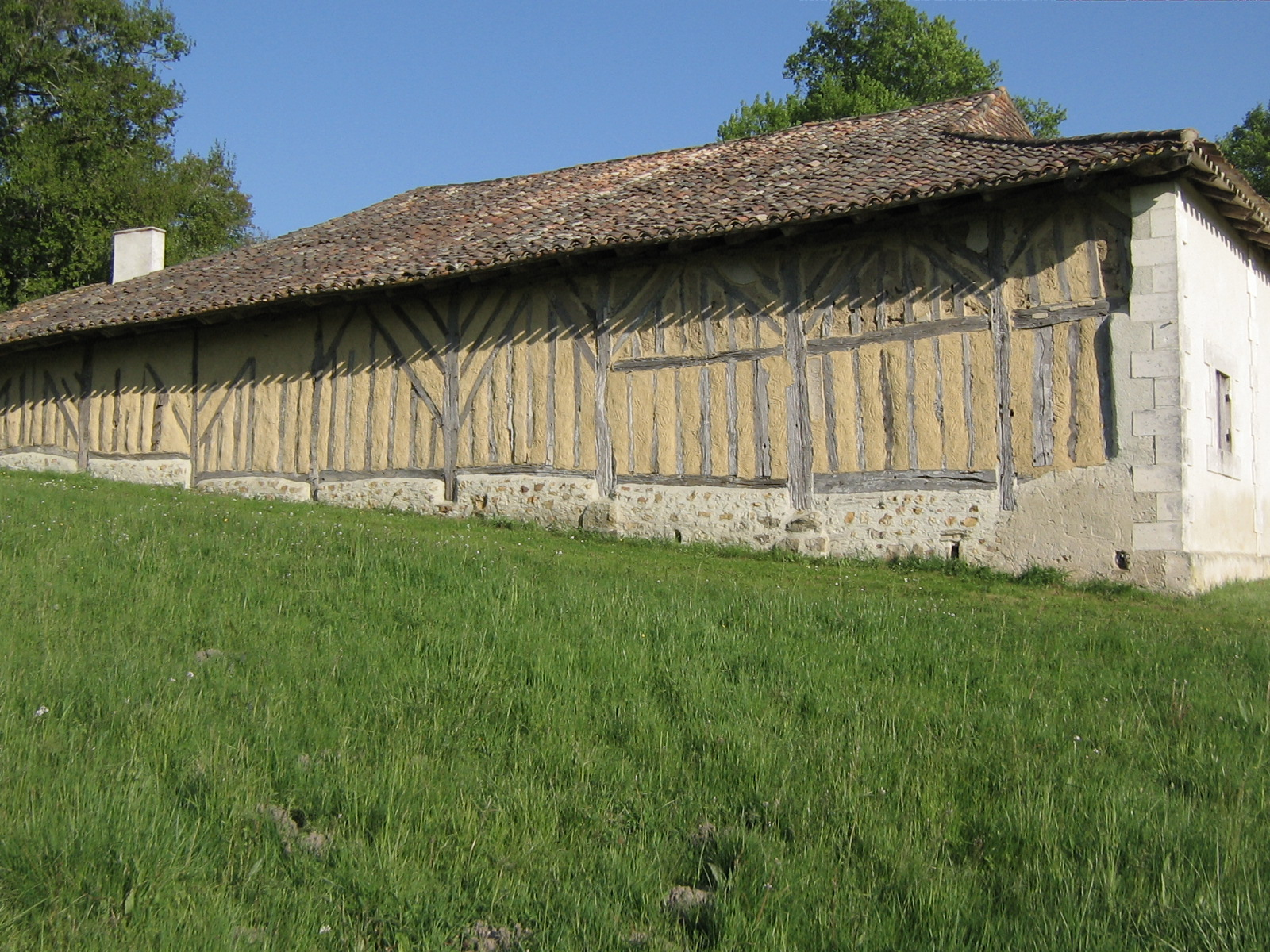
Ferme du Parcot : mur en torchis de la grange.
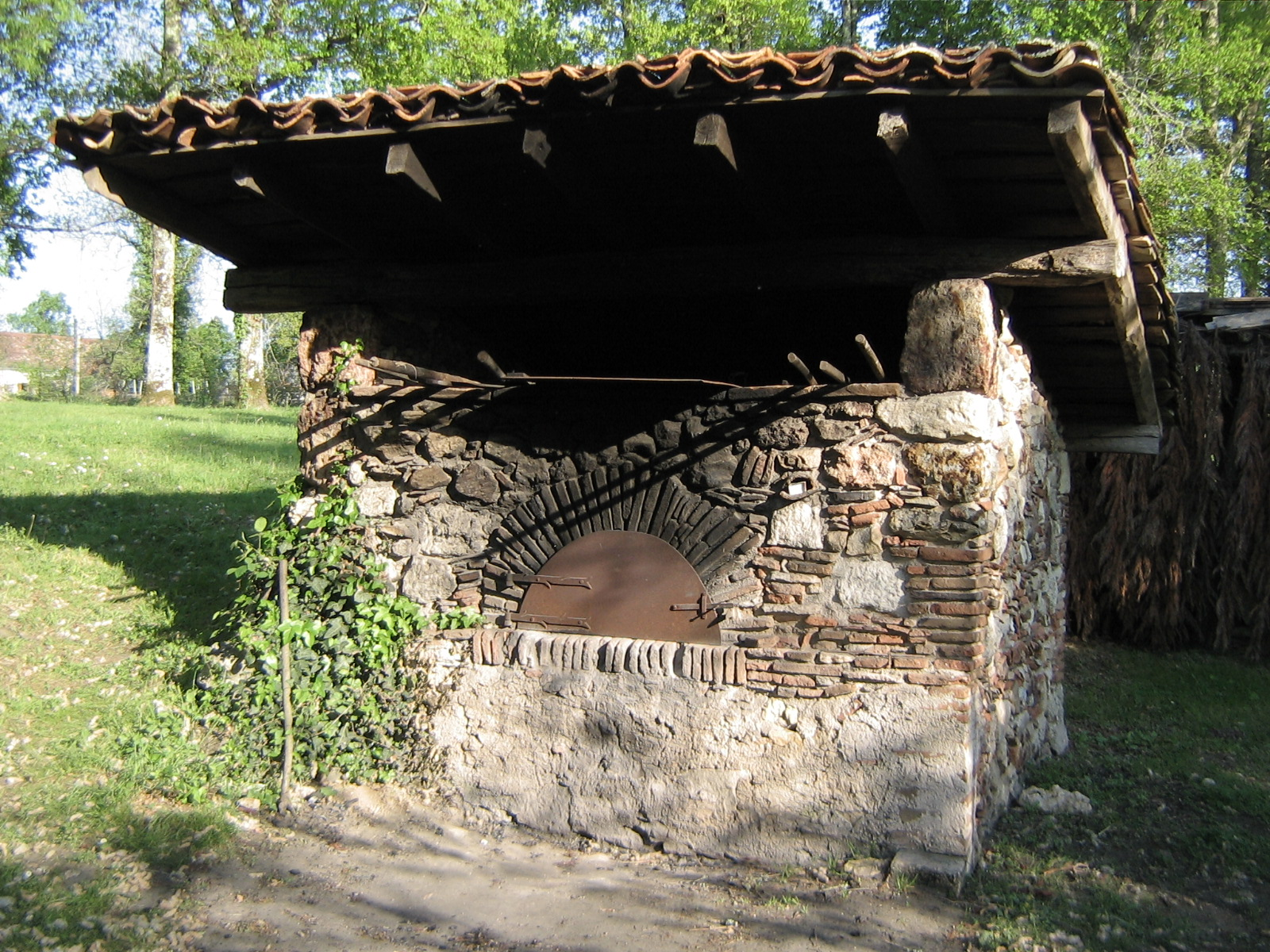
Ferme du Parcot : le four.

### Héraldique
| Blason de Échourgnac | Blason  | De sinople à l'écusson cousu d'azur à trois bandes d'or, accosté de deux bâtons de prieur d'or; au chef cousu d'azur chargé d'un croissant d'argent accosté de deux étoiles d'or. |
| Blason de Échourgnac | Détails | Le statut officiel du blason reste à déterminer. |

## Pour approfondir